# Exo
EXO (kor. 엑소 trb. ekso) – zespół z Korei Południowej i Chin, założony przez SM Entertainment w 2011. Zespół zadebiutował w 2012 roku jako dwunastoosobowa grupa, obecnie EXO liczy dziewięciu członków. Do października 2014 zespół był podzielony na dwie podgrupy EXO-M i EXO-K, które promowały ten sam album jednocześnie w Korei Południowej i w Chinach. Nazwa EXO została wzięta od Egzoplanety (ang. exoplanet), terminu odnoszącego się do planety spoza Układu Słonecznego. Każdy członek ma przypisany żywioł i symbol.
W maju 2014 roku Kris wniósł pozew przeciwko SM Entertainment o unieważnienie jego kontraktu, od dnia złożenia pozwu zespół kontynuuje pracę z 11 członkami. W październiku pozew przeciwko wytwórni został złożony przez Luhana. 24 sierpnia 2015 roku Tao został kolejnym członkiem, który wniósł pozew przeciwko wytwórni. Od tamtego czasu EXO promują się w 9. Zespół jest jedną z grup muzycznych z największą liczbą sprzedanych egzemplarzy albumów w Korei Południowej.

## Historia

### 2011: Formacja
W styczniu 2011 roku, producent SM Entertainment, Lee Soo-man ogłosił swoje plany dotyczące debiutu nowego boysbandu w marcu lub kwietniu 2011 roku. Tymczasowo nazwana M1, grupa okazała się składać z tylko siedmiu członków kiedy zdjęcie z nimi wyciekło do internetu. W maju 2011 roku, Lee Soo-man mówił o grupie w seminarium biznesu Hallyu, które odbyło się na Uniwersytecie Stanforda. W prezentacji wyjaśnił swoją strategię rozdzielenia grupy na dwie podgrupy, M1 i M2, mające promować tę samą muzykę w Korei Południowej i Chinach, wykonując utwory zarówno po koreańsku i mandaryńsku. Lee planował uruchomić grupę w maju 2011 roku, ale ich debiut został opóźniony i wiadomości dotyczące grupy nie były ujawniane aż do października 2011 roku, kiedy Lee wspomniał o planach koncepcyjnych grupy w wywiadzie dla The Chosun Ilbo.
W grudniu 2011 roku grupa sfinalizowała swoją nazwę na EXO, EXO-K dla południowokoreańskiej podgrupy i EXO-M dla chińskiej. Jej nazwa została zaczerpnięta od egzoplanety (ang. exoplanet). Dwunastu członków zostało przedstawionych indywidualnie w 23 różnych teaserach udostępnianych od grudnia 2011 do lutego 2012 roku.

### 2012: Debiut iMAMA

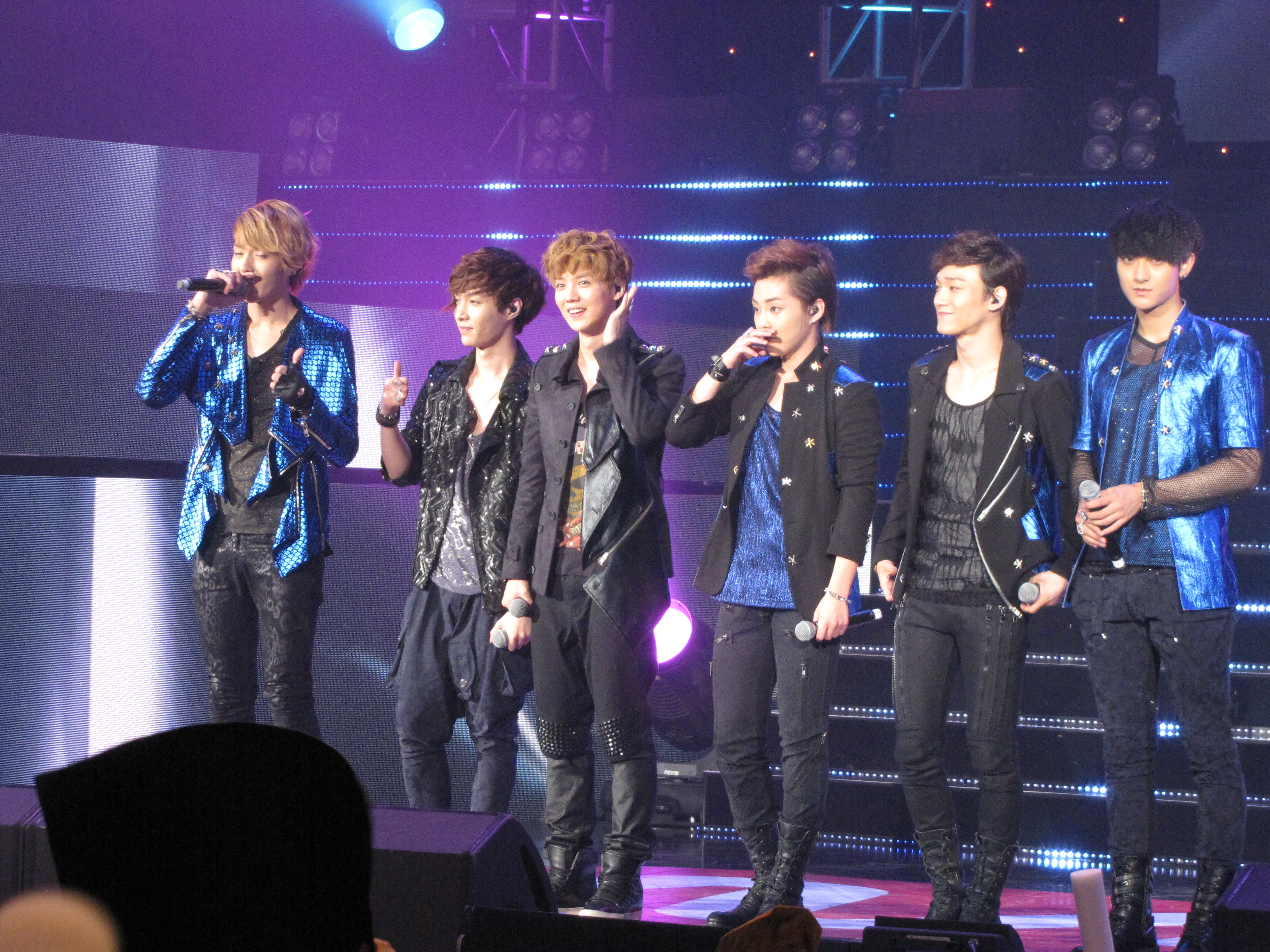
Exo-M podczas KCON 2012 w Irvine (Kalifornia)

Pierwszy prologue singel What Is Love został wydany w dniu 30 stycznia 2012 roku w Chinach i Korei Południowej. Osiągnął 88 pozycję na koreańskiej liście Gaon Chart. 9 marca grupa wydała swój drugi prologue singel zatytułowany History, który został napisany i wyprodukowany przez Thomasa Troelsena i Remee. Piosenka osiągnęła 68 pozycję w rankingu Gaon i 6 w chińskim rankingu Sina Music Chart.
Pierwszy koncert EXO odbył się w Stadionie Olimpijskim w Seulu w dniu 31 marca. Około 3000 fanów z 8000 chętnych zostało wybranych do udziału. Drugi koncert odbył się 1 kwietnia w Wielkiej Sali na Uniwersytecie Ekonomii i Biznesu Międzynarodowego w Pekinie.
EXO-K i EXO-M wydali swój debiutancki singel MAMA 8 kwietnia, a dzień później ukazał się pierwszy EP MAMA. 8 kwietnia EXO-K dali debiutancki występ w południowokoreańskim programie muzycznym The Music Trend, a EXO-M w Top Chinese Music Awards. Dzień po wydaniu, MAMA osiągnął pierwszą pozycję w wielu chińskich sklepach internetowych i listach przebojów. Album EXO-M uplasował się na drugiej pozycji na Sina Chin Album Chart, na piątej na południowokoreańskim Gaon Album Chart i dwunastej na Billboard World Albums Chart. Album EXO-K uplasował się na pierwszej pozycji na Gaon Album Chart i ósmej na Billboard World Albums Chart. Teledysk EXO-M "Mama" osiągnął numer jeden na chińskich stronach internetowych, natomiast wersja koreańska osiągnęła numer siódmy na YouTube Global Chart. Pod koniec kwietnia 2012 roku EXO-M wystąpili gościnnie na koncercie z trasy Super Show 4 z Super Junior w Dżakarcie.
W listopadzie 2012 roku, EXO wygrało Best New Artist Group na 2012 Mnet Asian Music Awards. EXO-K otrzymało trzy nominacje do 27 Golden Disk Awards, wygrywając Newcomer Award. EXO-M otrzymało nagrodę Most Popular Group award na 2013 Top Chinese Music Awards

### 2013:XOXOi sukces komercyjny
W maju 2013 roku SM Entertainment ujawniło teaserowe zdjęcia do pierwszego studyjnego albumu EXO, XOXO. W przeciwieństwie do czasów MAMA, gdy EXO-K i EXO-M miało oddzielne promocje, XOXO miało być promowane wspólnie. Główny singel z albumu, Wolf został nagrany razem przez obie podgrupy, a reszta albumu osobno.

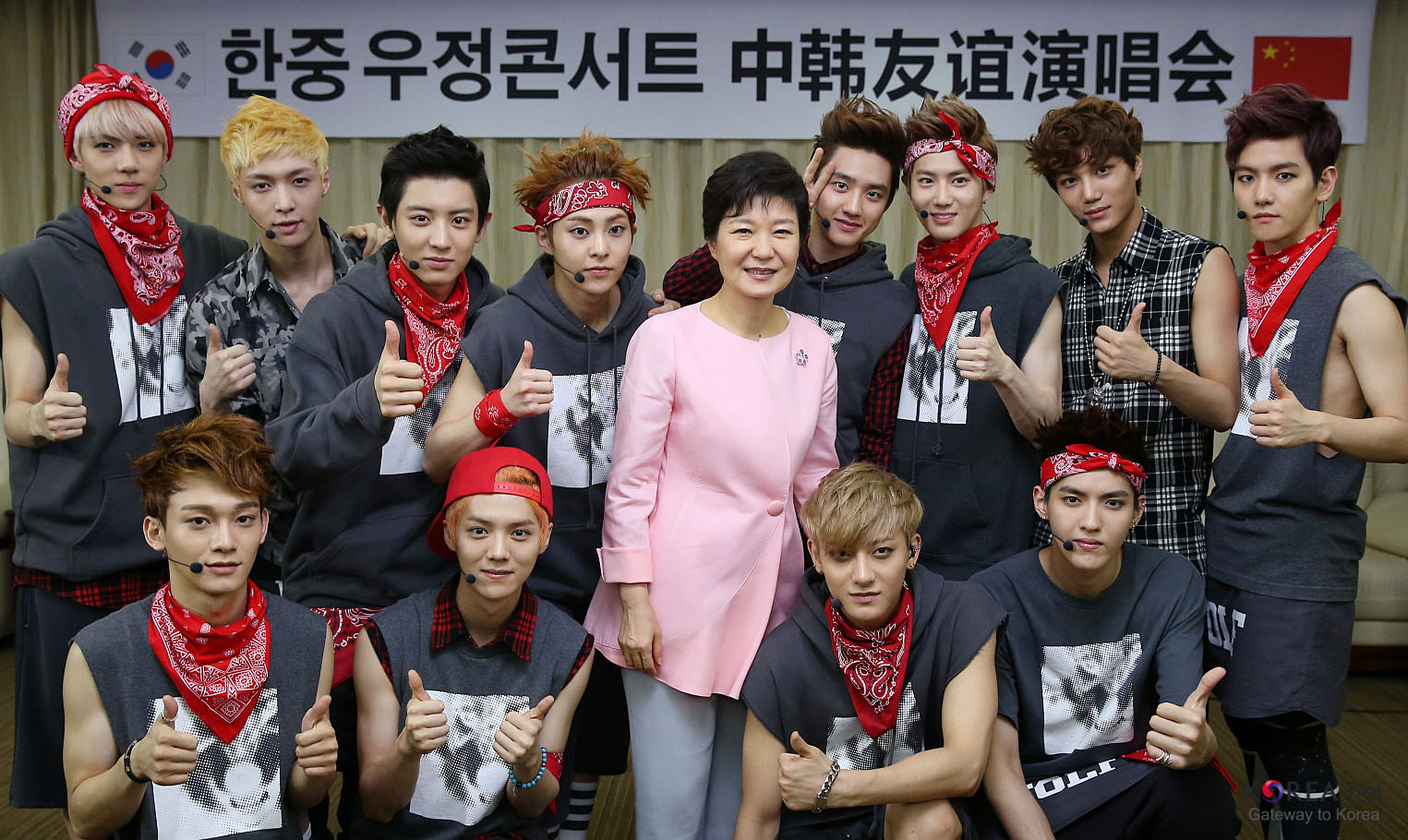
Exo z prezydent Korei Południowej, Park Geun-hye w Chinach 28 czerwca 2013 r.

XOXO został wydany w czerwcu 2013 roku w dwóch wersjach, w języku koreańskim – Kiss i w wersji chińskiej – Hug. Kilka dni po premierze, utwory z XOXO zajmowały pierwsze miejsca na koreańskich i chińskich stronach muzycznych. Obie wersje zajęły pierwsze miejsce na Billboard World Album Chart tydzień po wydaniu. Singel Wolf zadebiutował na pierwszej pozycji w trzech programach muzycznych w Korei Południowej, zdobywając "triple win". Wolf zdobył także trofeum na Champion MBC Music, ale piosenka wypadła gorzej na wykresach pobierania muzyki.
Wersje Repackage albumu XOXO, z trzema dodatkowymi utworami, została wydana w dniu 5 sierpnia 2013 roku. Główny singel Growl został udostępniony na YouTube 31 lipca, w formie teledysku. W dniu 18 sierpnia Growl osiągnął 10554 punktów na wykresach The Music Trend, ustanawiając nowy rekord. Growl uplasował się na pierwszej pozycji we wszystkich czterech największych koreańskich programach muzycznych, zdobywając w sumie dziesięć trofeów w trzy kolejne tygodnie. Singel zdobył trzecie miejsce na liście Billboard's Korea K-Pop Hot 100 i drugie na Gaon's Singles Chart. Od października 2013 r. wszystkie wersje XOXO sprzedało się w ponad 910 tysiącach egzemplarzy, są dzięki temu najszybciej sprzedającym się artystą K-Pop od 12 lat. XOXO zdobył nagrodę „Album Roku” na „2013 Mnet Asian Music Awards”, co uczyniło ich najmłodszym boysbandem, który wygrał tę nagrodę. Singel Growl został również uhonorowany nagrodą „Song of the Year” na „2013 Melon Music Awards”.
EXO rozpoczęli pracę nad comebackiem z minialbumem Miracles in December tuż po zakończeniu promocji albumu XOXO. Przedsprzedaż minialbumu, składającego się z sześciu utworów,sięgnęła 400 tysięcy ustanawiając nowy rekord. Miracles in December został oficjalnie wydany 9 grudnia 2013. EXO zaczęło promocję razem z ich programem „EXO's Showtime”. Baekhyun, Chen oraz D.O. wykonali główny singel z płyty, Miracles in December, w programie M Countdown 5 grudnia.

### 2014–2015:Overdose, odejście Krisa i Luhana,EXODUS, japoński debiut iSing For You
1 kwietnia 2014 roku S.M. Entertainment ogłosiło, że EXO będą mieli comeback 15 kwietnia. 14 kwietnia zespół wystąpił po raz pierwszy z utworem Overdose, a także ujawnili teledysk. EXO-K i EXO-M będą promować się osobno – w Korei i w Chinach. Trzeci minialbum zatytułowany Overdose ukazał się 7 maja 2014 roku.
15 maja 2014 roku SM Entertainment potwierdziło, że Kris wniósł przeciwko wytwórni pozew o unieważnienie jego kontraktu. Od dnia złożenia pozwu zespół promuje się w 11 osób. 10 października został złożony kolejny pozew przeciwko wytwórni – tym razem przez Luhana. S.M. Entertainment ogłosiło, że EXO zaczyna się promować się całą dziesiątką, a podział na EXO-M i EXO-K już nie istnieje.
Podczas Mnet Asian Music Awards 2014 w Hongkongu zapowiedziany został comeback EXO, który odbył się 30 marca 2015 roku. Tego samego dnia został wydany drugi album studyjny zatytułowany EXODUS. W ciągu 24 godzin krajowa przedsprzedaż albumu przekroczyła 500 tysięcy ustanawiając nowy rekord przedsprzedaży. Grupa wydała utwór promujący album Call Me Baby 28 marca 2015 w związku z wyciekiem piosenki. Uplasowała się na szczycie wszystkich najważniejszych list przebojów w Korei. 29 marca 2015 EXO wydali utwór First Love, specjalny prezent dla oficjalnego fanklubu – EXO-L, który był dostępny tylko 10 godzin. 31 marca 2015 ukazał się teledysk do utworu Call Me Baby, koreańską wersją miała ponad 4 mln odsłon, a wersja mandaryńska miała ponad 2 mln odsłon w ciągu niecałych 24 godzin.
2 czerwca 2015 ujawnił się nowy singel Love Me Right, który w krótkim czasie zyskał dużą popularność i znalazł się na pierwszym miejscu w rankingu TOP 10. Utwór w ciągu 12 godzin miał już ponad 2 mln odsłon. Singel promował repackage album Love Me Right wydany 3 czerwca.
24 sierpnia 2015 roku Tao wniósł pozew przeciwko wytwórni SM Entertainment.
Po zakończeniu promocji w Korei został ogłoszony oficjalny japoński debiut zespołu. 4 listopada EXO wydali swój pierwszy japoński singel Love Me Right ~romantic universe~, na którym znalazły się japońska wersja koreańskiego utworu tytułowego Love Me Right, a także oryginalna japońska piosenka Drop That. W dniu jego premiery EXO pobił rekord sprzedając łącznie 146 892 egzemplarzy osiągając pierwsza pozycję na liście Oricon.
Ogłoszono, że EXO będzie współpracować z Gwiezdne wojny: Przebudzenie Mocy w ramach współpracy pomiędzy S.M. Entertainment i Walt Disney. 9 listopada 2015 roku ukazał się singel Lightsaber, na którym znalazło się specjalne nagranie promujące film przed jego koreańską premierą.
10 grudnia EXO wydali czwarty minialbum Sing For You promowanym przez dwa utwory Sing For You oraz Unfair. 12 grudnia zaczęła się trasa EXO PLANET #2 – The EXO'luXion.

### 2016: Północnoamerykańskie koncerty,EX'ACTiFor Life
W lutym 2016 roku EXO odbyli północnoamerykańską część trasy koncertowej EXO'luXion z koncertami w Dallas, Vancouver, Los Angeles, Chicago i Nowym Jorku. W tym samym miesiącu zespół po raz kolejny został wymieniony w rankingu Forbes Korea – najpotężniejszych gwiazd roku 2016. W czerwcu 2016 SM Entertainment ogłosiło, że EXO wyda kolejny album studyjny, zatytułowany EX'ACT. Album ukazał się 9 czerwca 2016, promowały go dwa single: "Monster" i "Lucky One".
21 lipca 2016 roku Kris i Luhan oficjalnie rozstali się z EXO, a ich spory sądowe z SM Entertainment zostały zakończone. 22 lipca EXO rozpoczął swoją trzecią solową trasę koncertową EXOPLANET 3 – The EXO'rDIUM -, trasa zakończy się 11 grudnia.
18 sierpnia ukazał się repackage album LOTTO, na którym znalazły się utwory z albumu EX'ACT i cztery nowe utwory, w tym główny singel Lotto. W ciągu dwóch miesięcy od wydania album EX'ACT sprzedał się w liczbie ponad 1,17 mln egzemplarzy.
7 września Exo zapowiedzieli za pośrednictwem wideo drugi japoński singel zatytułowany Coming Over i japoński album zawierający trzy oryginalne utwory w języku japońskim, który będzie miał swoją premierę w grudniu. 7 października został udostępniony w Japonii pełny utwór za pośrednictwem aplikacji AWA, popularnej japońskiej usługi transmisji strumieniowej. Utwór został odtworzony ponad 100 tys. razy w ciągu 12 godzin przed końcem wydarzenia promocyjnego. Singel ukazał się 7 grudnia i zdobył status płyty Platinum.
19 grudnia zespół wydał piąty koreański minialbum For Life.

### 2017:The WariUniverse
27 i 28 maja 2017 roku, w Stadionie Olimpijskim w Seulu, odbyły się dwa ostatnie koncerty trasy Exo Planet 3 – The Exo'rdium. Bilety na pierwszy z koncertów zostały wyprzedane w ciągu 20 minut, a na drugi w mniej niż 30 minut. 15 kwietnia udostępnione zostały dodatkowe miejsca przez firmę Yes24 ze względu na „ogromny popyt”.
Czwarty album studyjny, pt. The War ukazał się 18 lipca. Zawiera 9 utworów w tym główny singel "Ko Ko Bop". Album otrzymał 807 235 zamówień, przekraczając rekord 660 tys. za EX'ACT. "Ko Ko Bop" zadebiutował na pierwszym miejscu cyfrowego rankingu Melon. Dodatkowo The War i "Ko Ko Bop" znalazły się na szczycie list 155 iTunes na całym świecie, w tym rankingów albumów w 41 krajach i światowym. Płyta ustanowiła rekord w pierwszym tygodniu sprzedaży albumu k-popowego, sprzedając się w liczbie 602 094 egzemplarzy w ciągu jednego tygodnia. Album zadebiutował na 87. pozycji listy Billboard 200 i 1. listy Billboard World Albums Chart, a single "Ko Ko Bop" i "The Eve" zadebiutowały odpowiednio na 2. i 8. miejscu listy Billboard World Digital Songs Chart. Album został wydany ponownie pod nowym tytułem THE WAR: The Power of Music 5 września. Płytę promował singel Power.
19 października EXO zapowiedzieli swoją trzecią światową trasę, Exo Planet 4 – The EℓyXiOn, która rozpoczęła się trzema koncertami w Gocheok Sky Dome w Seulu w dniach 24-26 listopada 2017 roku.
26 grudnia 2017 roku ukazał się specjalny album zimowy – Universe. Głównym singlem z minialbumu był Universe.

### 2018:COUNTDOWN, Zimowe Igrzyska Olimpijskie iDon't Mess Up My Tempo
31 stycznia Exo wydali swój pierwszy japoński album studyjny, zatytułowany COUNTDOWN. Pierwotnie planowaną datą wydania było 24 stycznia, została jednak opóźniona o tydzień. Płyta zadebiutowała na 1. pozycji listy Weekly Oricon Album Chart, sprzedając około 89 000 kopii. Dzięki temu Exo stali się pierwszą zagraniczną grupą, której debiutancki singel i pełny album osiągnęły pierwsze miejsce na cotygodniowej liście Oricon. 10 dni po wydaniu, 9 lutego, album otrzymał status złotej płyty według Recording Industry Association of Japan.
Na początku lutego ogłoszono, że Exo wystąpią podczas ceremonii zamknięcia Zimowych Igrzysk Olimpijskich w Pjongczangu, 25 lutego, jako przedstawiciele K-popu, wraz z CL. 5 lutego Baekhyun zaśpiewał hymn narodowy podczas ceremonii Zgromadzenia Ogólnego Międzynarodowego Komitetu Olimpijskiego. W marcu Korean Mint Corporation ogłosiła, że wyda oficjalne pamiątkowe monety dla Exo, honorując ich za wkład w globalne rozpowszechnianie kultury koreańskiej jako przedstawiciele K-popu. Dziewięć monet, po jednym dla każdego członka, zostało odsłoniętych 18 kwietnia podczas ceremonii w Seulu.
1 października 2018 roku na stronach społecznościowych zespołu pojawiły się grafiki promujące ich kolejny comeback oraz wydanie piątego studyjnego albumu. Don’t Mess Up My Tempo został wydany w dziewięcioosobowym składzie 2 listopada. Album otrzymał 1 104 617 zamówień w przedsprzedaży, ustanawiając nowy rekord grupy. Album zadebiutował na 23. pozycji listy Billboard 200 z 23 tys. sprzedanymi egzemplarzami i na 1. miejscu list Independent Albums i World Albums. 13 grudnia wydany został album Love Shot, będący wersją repackage albumu Don't Mess Up My Tempo, był promowany bez Laya. Album zawierał 4 dodatkowe utwory: „Love Shot” w wersji koreańskiej i mandaryńskiej, „Trauma” oraz „Wait”.

### 2020–2021:Obsessioni aktywności solowe
Chen, jako drugi członek Exo, zadebiutował jako solista wydając minialbum April, and a Flower (kor. 사월, 그리고 꽃) 1 kwietnia 2019 roku. Album uplasował się na 2. pozycji na liście albumów Gaon i 3. listy Billboard World Albums. 7 maja Xiumin rozpoczął obowiązkową służbę wojskową, a D.O. – 1 lipca. Baekhyun, jako trzeci, zadebiutował jako solista wydając 10 lipca minialbum City Lights; sprzedał się w liczbie ponad 500 tys. kopii w lipcu, bijąc rekord Gaon Chart dla najwyższej miesięcznej sprzedaży albumów przez solistę. Chanyeol i Sehun zadebiutowali jako druga oficjalna podgrupa – EXO-SC, i wydali swój pierwszy minialbum What a Life 22 lipca. 1 października ukazał się drugi minialbum Chena, pt. Dear My Dear (kor. 사랑하는 그대에게), który zajął pierwszą pozycję na liście albumów Gaon.
Szósty koreański album studyjny zespołu, zatytułowany Obsession, został wydany 27 listopada 2019 roku.
Suho został czwartym członkiem Exo, który zadebiutował jako solista wydając minialbum Self-Portrait, który ukazał się 30 marca 2020 roku. Płyta sprzedała się w liczbie ponad 200 tys. egzemplarzy w marcu 2020 roku i uplasowała się na pierwszym miejscu listy Gaon Album Chart. Suho rozpoczął obowiązkową służbę wojskową jako oficer służby publicznej 14 maja. 25 maja Baekhyun wydał swój drugi minialbum Delight. Lay wydał swój trzeci album studyjny Lit, w dwóch częściach: pierwsza część została wydana 1 czerwca, a druga – 21 lipca. Podgrupa Exo-SC wydałą swój pierwszy album studyjny, 1 Billion Views (kor. 10억뷰), 13 lipca. Chen rozpoczął obowiązkową służbę wojskową jako żołnierz służby czynnej 26 października. Kai zadebiutował jako piąty solista z zespołu wydając 30 listopada minialbum Kai.
Xiumin został oficjalnie zwolniony z wojska 6 grudnia 2020 roku, podczas gdy D.O. – 25 stycznia 2021 roku. Chanyeol rozpoczął służbę wojskową 29 marca 2021 roku, a Baekhyun – 6 maja. Przed zaciągnięciem Chanyeola i Baekhyuna, sześciu aktywnych członków zespołu nagrało w sekrecie kolejny album. W filmie upamiętniającym dziewiątą rocznicę zespołu, opublikowanym 8 kwietnia 2021 roku, Exo zaprezentowali kulisy zdjęć do nadchodzącego teledysku i ogłosił, że przygotowują album do wydania w pierwszej połowie roku, co oznaczałoby powrót Xiumina i D.O. do zespołu. Lay również brał udział w nagrywaniu albumu, co było jego pierwszą aktywnością z Exo od czasu albumu Don't Mess Up My Tempo. Siódmy minialbum zespołu Don't Fight the Feeling, został wydany 7 czerwca. D.O. zadebiutował jako szósty solista zespołu z minialbumem Empathy 26 lipca 2021 roku.

### Od 2022: Rocznice debiutu, rozwiązania kontraktów iExist
Exo świętowało swoją dziesiątą rocznicę 8 kwietnia 2022 roku, poprzez premierę nowego sezonu ich programu reality show Exo's Ladder, udostępnionego za pośrednictwem platformy streamingowej Wavve. W ramach świętowania, zespół zorganizował także specjalne spotkanie z fanami o nazwie 2022 Debut Anniversary Fan Event, 9 kwietnia 2022 roku, które odbyło się w Jamsil Arena i było ich pierwszym koncertem z udziałem publiczności od początku pandemii COVID-19. Po zakończeniu kontraktu z SM Entertainment, Lay ogłosił swoje odejście z tej agencji. Jednak wyjaśnił, że pozostanie aktywny jako członek Exo. Xiumin stał się siódmym członkiem, który zadebiutował jako solista z minialbumem Brand New 26 września 2022 roku.
5 stycznia 2023 roku, Suho ogłosił, że zespół planuje wydać nową muzykę po wiośnie. Exo świętowało swoją 11. rocznicę debiutu poprzez spotkanie z fanami o tytule „2023 Exo Fanmeeting 'Exo' Clock”, które odbyło się w dniach 8–9 kwietnia 2023 roku w KSPO Dome.
1 czerwca 2023 roku ogłoszono, że Chen, Baekhyun i Xiumin rozwiązują swoje kontrakty z SM Entertainment i złożyli wspólny pozew przeciwko firmie dotyczący przejrzystości zarobków. Pomimo tego, SM potwierdziło, że zespół będzie kontynuował zdjęcia do swojego teledysku, a w nim wystąpi również Kai, mimo jego służby wojskowej. W odpowiedzi na działania SM, potwierdzono, że Chen, Baekhyun i Xiumin badają możliwości kontynuacji promocji jako członkowie Exo po wynikach sporu sądowego. 19 czerwca SM Entertainment i członkowie Exo, Chen, Baekhyun i Xiumin, wspólnie ogłosili, że obie strony doszły do porozumienia w sprawie sporu kontraktowego, a członkowie zdecydowali się pozostać w agencji.
10 lipca 2023 roku Exo wydali swój siódmy album studyjny, zatytułowany Exist. Jest to pierwszy album grupy promowany jako siedmioosobowy, ponieważ członek Kai odbywa obowiązkową służbę wojskową, a Lay promuje swoje solowe działania w Chinach. Pomimo ich tymczasowej nieobecności, Exo kontynuuje swoją działalność jako grupa, promując nowy album z pozostałymi członkami.

## Członkowie

### EXO-K
| Imię sceniczne | Imię sceniczne | Prawdziwe imię | Prawdziwe imię | Prawdziwe imię | Data urodzenia    | Pozycja                                               | "Moc"        |
| Romanizacja    | Hangul         | Romanizacja    | Hangul         | Hancha         | Data urodzenia    | Pozycja                                               | "Moc"        |
| -------------- | -------------- | -------------- | -------------- | -------------- | ----------------- | ----------------------------------------------------- | ------------ |
| Suho           | 수호           | Kim Jun-myeon  | 김준면         | 金俊勉         | 22 maja 1991      | lider, główny wokalista                               | Woda         |
| Baekhyun       | 백현           | Byun Baek-hyun | 변백현         | 邊伯賢         | 6 maja 1992       | główny wokalista                                      | Światło      |
| Chanyeol       | 찬열           | Park Chan-yeol | 박찬열         | 朴燦烈         | 27 listopada 1992 | główny raper, wokalista                               | Ogień        |
| D.O.           | 디오           | Do Kyung-soo   | 도경수         | 都暻秀         | 12 stycznia 1993  | główny wokalista                                      | Ziemia       |
| Kai            | 카이           | Kim Jong-in    | 김종인         | 金鍾仁         | 14 stycznia 1994  | główny tancerz, główny raper, wokalista               | Teleportacja |
| Sehun          | 세훈           | Oh Se-hun      | 오세훈         | 吳世勳         | 12 kwietnia 1994  | tancerz prowadzący, raper, wokal wspomagający, maknae | Wiatr        |

### EXO-M
| Imię sceniczne | Imię sceniczne | Prawdziwe imię | Prawdziwe imię | Prawdziwe imię | Data urodzenia           | Pozycja                                     | "Moc"       | Pochodzenie      |
| Romanizacja    | Hangul         | Romanizacja    | Hangul         | Hanja          | Data urodzenia           | Pozycja                                     | "Moc"       | Pochodzenie      |
| -------------- | -------------- | -------------- | -------------- | -------------- | ------------------------ | ------------------------------------------- | ----------- | ---------------- |
| Xiumin         | 시우민         | Kim Min-seok   | 김민석         | 金珉錫         | 26 marca 1990(dts)       | wokalista, raper pomocniczy                 | zamrażanie  | Korea Południowa |
| Lay            | 레이           | Zhang Yixing   | 장이씽         | 张艺兴         | 7 października 1991(dts) | wokalista, główny tancerz, Raper pomocniczy | uzdrawianie | Chiny            |
| Chen           | 첸             | Kim Jong-dae   | 김종대         | 金鐘大         | 21 września 1992(dts)    | główny wokalista                            | pioruny     | Korea Południowa |

### Byli członkowie
| Imię sceniczne | Imię sceniczne | Prawdziwe imię | Prawdziwe imię | Prawdziwe imię | Data urodzenia        | Pozycja                          | "Moc"          | Pochodzenie |
| Romanizacja    | Hangul         | Romanizacja    | Hangul         | Hanja          | Data urodzenia        | Pozycja                          | "Moc"          | Pochodzenie |
| -------------- | -------------- | -------------- | -------------- | -------------- | --------------------- | -------------------------------- | -------------- | ----------- |
| Kris           | 크리스         | Wu Yifan       | 우이판         | 吴亦凡         | 6 listopada 1990(dts) | Główny raper                     | Latanie        | Chiny       |
| Luhan          | 루한           | Lu Han         | 루한           | 鹿晗           | 20 kwietnia 1990(dts) | Główny wokalista, główny tancerz | Telepatia      | Chiny       |
| Tao            | 타오           | Huang Zitao    | 황쯔타오       | 黄子韬         | 2 maja 1993(dts)      | Główny raper, wokalista          | Kontrola czasu | Chiny       |

## Podgrupy

### EXO-CBX
5 października 2016 roku S.M. Entertainment zapowiedziało powstanie pierwszej podgrupy EXO, składającej się z trzech członków: Chena, Baekhyuna i Xiumina, którzy wcześniej wydali oryginalny utwór zatytułowany "For You" do serialu telewizyjnego Dar-ui yeon-in – Bobogyeongsim ryeo. 23 października ujawniono, że podgrupa będzie nazywać się EXO-CBX, „CBX” to inicjały pseudonimów jej członków. EXO-CBX wydali debiutancki minialbum Hey Mama! oraz teledysk do głównego singla 31 października.

### EXO-SC
5 czerwca 2019 roku ujawniono, że Chanyeol i Sehun zadebiutują jako druga podgrupa EXO, w lipcu. 28 czerwca ujawniono nazwę unitu – EXO-SC (od inicjałów pseudonimów jej członków). Tego samego dnia podano tytuł debiutanckiego minialbumu What a Life oraz datę jego premiery – 22 lipca.

## Dyskografia

### Dyskografia koreańska
| - XOXO (2013) - XOXO Repackage (2013) - EXODUS (2015) - Love Me Right (2015; EXODUS Repackage) - EX’ACT (2016) - LOTTO (2016; EX'ACT Repackage) - The War (2017) - THE WAR: The Power of Music (2017; The War Repackage) - Don’t Mess Up My Tempo (2018) - Love Shot (2018; Don’t Mess Up My Tempo Repackage) - Obsession (2019) - Exist (2023) - MAMA (2012) (EXO-K i EXO-M) - Miracles in December (2013) - Overdose (2014) (EXO-K i EXO-M) - Sing For You (2015) - For Life (2016) - Universe (2017) - Don’t Fight the Feeling (2021) | - What Is Love (2012) - History (2012) - MAMA (2012) - Wolf (2013) - Growl (2013) - Miracles in December (2013) - Overdose (2014) - Call Me Baby (2015) - Love Me Right (2015) - Lightsaber - Sing For You (2015) - Lucky One (2016) - Monster (2016) - Lotto (2016) - For Life (2016) - Ko Ko Bop (2017) - Power (2017) - Universe (2017) - Tempo (2018) - Love Shot (2018) | 1. "Beautiful" 2. "El Dorado" 3. "Emergency" 4. "Lightsaber" 5. "Metal" 6. "Phoenix" 7. "Run&Gun" 8. "Time Control" 1. SM Town – Dear My Family (BaekHyun, D.O., LuHan, Chen) 2. f(x) – Goodbye Summer (D.O.) 3. Jessica&Krystal – Say Yes (Kris) 4. SM The Performance&Zedd – Spectrum (Kai, Lay) 5. Younique Unit – Maxstep (Kai, LuHan) 6. Zhoumi – Rewind (Tao, Chanyeol) 7. Jimin (AOA) – Call you bae (Xiumin) |

### Dyskografia japońska

#### Albumy studyjne
- COUNTDOWN (2018)

## Trasy koncertowe

### Solowe
- Exo From. Exoplanet #1 – The Lost Planet (2014)
- Exoplanet #2 – The Exo'luxion (2015–16)
- Exoplanet #3 – The Exo'rdium (2016–17)
- Exoplanet #4 – The EℓyXiOn (2017–18)
- Exo Planet #5 – The EXplOration (2019)

### Wspólne
- SM Town Live World Tour III (2012–13)
- SM Town Week: "Christmas Wonderland" (z f(x)) (2013)
- SM Town – SMTown Live World Tour IV (2014–15)
- SM Town Live World Tour V in Japan (2015)

## Filmografia

### Teledyski
| Rok  | Teledysk               | Album                       | Artysta | Język       | Oficjalne Wideo                       |
| ---- | ---------------------- | --------------------------- | ------- | ----------- | ------------------------------------- |
| 2012 | "What Is Love"         | MAMA                        | EXO-K   | Koreański   | YouTube                               |
| 2012 | "What Is Love"         | MAMA                        | EXO-M   | Mandaryński | YouTube                               |
| 2012 | "History"              | MAMA                        | EXO-K   | Koreański   | YouTube                               |
| 2012 | "History"              | MAMA                        | EXO-M   | Mandaryński | YouTube                               |
| 2012 | "Mama"                 | MAMA                        | EXO-K   | Koreański   | YouTube                               |
| 2012 | "Mama"                 | MAMA                        | EXO-M   | Mandaryński | YouTube                               |
| 2013 | "Wolf"                 | XOXO                        | EXO     | Koreański   | YouTube                               |
| 2013 | "Wolf"                 | XOXO                        | EXO     | Mandaryński | YouTube                               |
| 2013 | "Growl"                | XOXO                        | EXO     | Koreański   | Wersja 1 (YouTube) Wersja 2 (YouTube) |
| 2013 | "Growl"                | XOXO                        | EXO     | Mandaryński | Wersja 1 (YouTube) Wersja 2 (YouTube) |
| 2013 | "Miracles In December" | Miracles In December        | EXO     | Koreański   | YouTube                               |
| 2013 | "Miracles In December" | Miracles In December        | EXO     | Mandaryński | YouTube                               |
| 2014 | "Overdose"             | Overdose                    | EXO-K   | Koreański   | YouTube                               |
| 2014 | "Overdose"             | Overdose                    | EXO-M   | Mandaryński | YouTube                               |
| 2015 | "Call Me Baby"         | EXODUS                      | EXO     | Koreański   | YouTube                               |
| 2015 | "Call Me Baby"         | EXODUS                      | EXO     | Mandaryński | YouTube                               |
| 2015 | "Love Me Right"        | Love Me Right               | EXO     | Koreański   | YouTube                               |
| 2015 | "Love Me Right"        | Love Me Right               | EXO     | Mandaryński | YouTube                               |
| 2015 | "Sing For You"         | Sing For You                | EXO     | Koreański   | YouTube                               |
| 2016 | "Lucky One"            | EX'ACT                      | EXO     | Koreański   | YouTube                               |
| 2016 | "Lucky One"            | EX'ACT                      | EXO     | Mandaryński | YouTube                               |
| 2016 | "Monster"              | EX'ACT                      | EXO     | Koreański   | YouTube                               |
| 2016 | "Monster"              | EX'ACT                      | EXO     | Mandaryński | YouTube                               |
| 2016 | "Lotto"                | Lotto                       | EXO     | Koreański   | YouTube                               |
| 2016 | "Lotto"                | Lotto                       | EXO     | Mandaryński | YouTube                               |
| 2016 | "For Life"             | For Life                    | EXO     | Koreański   | YouTube                               |
| 2016 | "For Life"             | For Life                    | EXO     | Mandaryński | YouTube                               |
| 2017 | "Ko Ko Bop"            | The War                     | EXO     | Koreański   | YouTube                               |
| 2017 | "Ko Ko Bop"            | The War                     | EXO     | Mandaryński | YouTube                               |
| 2017 | "Power"                | Twe War: The Power Of Music | EXO     | Koreański   | YouTube                               |
| 2017 | "Power"                | Twe War: The Power Of Music | EXO     | Mandaryński | YouTube                               |
| 2017 | "Universe"             | Universe                    | EXO     | Koreański   | YouTube                               |
| 2017 | "Universe"             | Universe                    | EXO     | Mandaryński | YouTube                               |

#### Inne
| Rok  | Teledysk              | Album                     | Wykonawca             | Członkowie                      | Język              | Oficjalne Wideo |
| ---- | --------------------- | ------------------------- | --------------------- | ------------------------------- | ------------------ | --------------- |
| 2008 | "HaHaHa Song"         | N/A                       | TVXQ                  | Suho, Chanyeol i Kai            | Koreański          | N/A             |
| 2010 | "Genie"               | Girls’ Generation         | Girls’ Generation     | Chanyeol                        | Japoński           | YouTube         |
| 2012 | "Maxstep"             | PYL Younique Volume 1     | Younique Unit         | Kai i Luhan                     | Koreański          | YouTube         |
| 2012 | "Dear My Family"      | I AM. Original Soundtrack | SM Town               | Baekhyun, D.O, Luhan i Chen     | Koreański          | YouTube         |
| 2012 | "Twinkle"             | Twinkle                   | Girls’ Generation-TTS | Baekhyun, Chanyeol, Kai i Sehun | Koreański          | YouTube         |
| 2013 | "You Don’t Know Love" | Will In Fall              | K.Will                | Chanyeol                        | Koreański          | YouTube         |
| 2013 | "Gone"                | Gone                      | JIN                   | Xiumin                          | Koreański          | YouTube         |
| 2014 | "Rewind"              | Rewind                    | ZHOUMI                | Chanyeol/Tao                    | Koreański/ Chiński | YouTube         |
| 2015 | "Who Are You"         | Kiss My Lips              | BoA                   | Sehun                           | Koreański          | YouTube         |

### Teasery
| Rok  | Numer teasera | Data             | Członkowie           | Muzyka              | Wykonawca muzyki | Oficjalne wideo |
| ---- | ------------- | ---------------- | -------------------- | ------------------- | ---------------- | --------------- |
| 2011 | 1             | 23 grudnia 2011  | Kai                  | "My Lady"           | EXO              | YouTube         |
| 2011 | 2             | 26 grudnia 2011  | Kai i Luhan          | "Time Control"      | EXO              | YouTube         |
| 2011 | 3             | 27 grudnia 2011  | Tao                  | "Metal"             | EXO              | YouTube         |
| 2011 | 4             | 29 grudnia 2011  | Kai                  | "My Lady"           | EXO              | YouTube         |
| 2012 | 5             | 2 stycznia 2012  | Kai                  | "Machine"           | EXO              | YouTube         |
| 2012 | 6             | 5 stycznia 2012  | Kai                  | "Lightsaber"        | EXO              | YouTube         |
| 2012 | 7             | 9 stycznia 2012  | Sehun i Kai          | "Run&Gun"           | EXO              | YouTube         |
| 2012 | 8             | 10 stycznia 2012 | Sehun                | "Black Pearl"       | EXO              | YouTube         |
| 2012 | 9             | 11 stycznia 2012 | Sehun i Luhan        | "Angel"             | EXO              | YouTube         |
| 2012 | 10            | 16 stycznia 2012 | Lay                  | "Phoenix"           | EXO              | YouTube         |
| 2012 | 11            | 24 stycznia 2012 | Xiumin i Kai         | "Let Out The Beast" | EXO              | YouTube         |
| 2012 | 12            | 26 stycznia 2012 | Kai i Lay            | "Two Moons"         | EXO              | YouTube         |
| 2012 | 13            | 6 lutego 2012    | Sehun                | "What Is Love"      | EXO              | YouTube         |
| 2012 | 14            | 9 lutego 2012    | Kai                  | "What Is Love"      | EXO              | YouTube         |
| 2012 | 15            | 13 lutego 2012   | Tao                  | "Metal"             | EXO              | YouTube         |
| 2012 | 16            | 14 lutego 2012   | D.O i Suho           | "Refflection I"     | Song, Kwangsik   | YouTube         |
| 2012 | 17            | 15 lutego 2012   | Kris                 | "Angel"             | EXO              | YouTube         |
| 2012 | 18            | 16 lutego 2012   | Kai                  | "Emergency"         | EXO              | YouTube         |
| 2012 | 19            | 21 lutego 2012   | Lay, Chen i Baekhyun | "Beautiful"         | EXO              | YouTube         |
| 2012 | 20            | 22 lutego 2012   | Chanyeol             | "El Dorado"         | EXO              | YouTube         |
| 2012 | 21            | 28 lutego 2012   | Kai                  | "Baby Don’t Cry"    | EXO              | YouTube         |
| 2012 | 22            | 29 lutego 2012   | Lay i Sehun          | "Angel"             | EXO              | YouTube         |
| 2012 | 23            | 1 marca 2012     | Kai                  | "Angel"             | EXO              | YouTube         |

### Inne Widea
| Rok  | Tytuł                 | Występują       | Język       | Oficjalne wideo                         |
| ---- | --------------------- | --------------- | ----------- | --------------------------------------- |
| 2013 | EXO Music Video Drama | EXO, Yoon SoHee | Koreański   | Odcinek 1 (YouTube) Odcinek 2 (YouTube) |
| 2013 | EXO Music Video Drama | EXO, Yoon SoHee | Mandaryński | Odcinek 1 (YouTube) Odcinek 2 (YouTube) |

### Filmy
| Rok  | Tytuł                  | Członkowie      | Szczegóły              |
| ---- | ---------------------- | --------------- | ---------------------- |
| 2012 | "To the Beautiful You" | EXO-K           | Odcinek 2              |
| 2013 | "Royal Villa"          | Chanyeol, Sehun | Odcinek 2              |
| 2013 | "EXO's Showtime"       | EXO             | Reality variety show   |
| 2014 | "Prime Minister and I" | Suho            | Odcinki 10-12          |
| 2015 | "EXO Next Door"        | EXO             | Wszystkie odcinki (16) |
| 2018 | "Rich Man Poor Woman"  | Suho            | Wszystkie odcinki (16) |
| 2018 | "100 Days My Prince"   | D.O             | Wszystkie odcinki (16) |